# اجرای موقت (پیمان‌نامه)
اجرای موقت معاهده وضعیت ویژه‌ای است که تا هنگام لازم‌الاجرا شدن یک معاهده، کل آن یا بخشی از آن، به صورت موقت اجرا شود.
بر پایه بند ۲۵ کنوانسیون وین در مورد حقوق معاهدات، شرایط اجرای موقت معاهده، موارد زیر هستند:
1. خود معاهده، چنین شرایطی را پیش‌بینی کرده باشد.
2. کشورهای مذاکره کننده، به شیوه دیگری به توافق برسند.